# Corps Teutonia Halle
Das Corps Teutonia Halle war eine Studentenverbindung in Halle (Saale). Vor ihrem Übertritt zum Kösener Senioren-Convents-Verband (KSCV) stieß Teutonia 1868 als Landsmannschaft maßgeblich die Gründung des Allgemeinen Landsmannschafts-Convents (ALC), dem frühesten Vorläufer des Coburger Convents (CC), an.

## Geschichte
Am 16. April 1853 gründeten sechs Abiturienten des Gymnasiums in Torgau mit zwei Abiturienten des Gymnasiums Wittenberg und einem des Gymnasiums Magdeburg das Kränzchen „Torgovia“ mit den Farben blau-weiß-blau. Das Gründungslokal war Rawalds Weinkeller neben dem Schauspielhaus, das in der Anfangszeit auch als Kneiplokal genutzt wurde. Gegen die gewählten Farben protestierte das Corps Saxonia Halle, dessen Renoncen die gleichen Farben trugen, weshalb sie bald darauf geändert wurden. Nach der Anmeldung beim Senat der Universität wurde das Kränzchen am 6. August 1853 zur Verbindung mit den Farben blau-weiß-rot (v.u.), blauen Mützen und dem Wahlspruch „Fides constantia virtus!“, dessen Anfangsbuchstaben auch den Zirkel bildeten. Seitdem galt der 6. August als Stiftungstag.
Aus dem Wahlspruch lassen sich auch die Prinzipien ableiten, die bei der Gründung als „Treue, Selbstbeherrschung, mannhaftes Eintreten für Sittsamkeit, Strebsamkeit und Brüderlichkeit“ angegeben wurden.
Wenige Jahre nach der Stiftung nahm Torgovia das Prinzip der unbedingten Satisfaktion an. Sie stellte die meisten Mensuren mit dem Hallenser Senioren-Convent (SC), der ihr am 16. Mai 1855 die Gründung des Kösener Senioren-Convents-Verbandes (KSCV) in der Hoffnung anzeigte, Torgovia würde sich dem SC anschließen. Zunächst entschied man sich aber 1856 für die Annahme der Artbezeichnung Landsmannschaft und noch im selben Jahr wurde ein erstes Kartell mit der Landsmannschaft Teutonia Bonn geschlossen.

### Burschenschaftliche Tendenzen
Diesem folgten 1858 weitere Kartelle mit Gothia Königsberg und Dresdensia Leipzig, die beide auch ein Kartell mit Teutonia Bonn eingingen.
Nachdem Torgovia Ende des Sommersemesters 1860 wegen verschiedener Vorkommnisse von den übrigen Verbindungen in Verruf getan wurde, kam es Anfang 1861 zu Verhandlungen mit der Burschenschaft Germania über eine Fusion, bei denen aber keine Einigung erzielt werden konnte.
Unter dem Einfluss der Kartelle – Gothia war ohnehin burschenschaftlich geprägt, Teutonia Bonn nannte sich schon seit 1859 und Dresdensia seit Februar 1861 Burschenschaft – änderte Torgovia am 11. März 1861 den Namen zu „burschenschaftliche Verbindung“ Teutonia und die Farben zu rot-weiß-blau (v.u.) sowie die Mützenfarbe zu rot. Obwohl man den burschenschaftlichen Gedanken immer abgelehnt hatte, hoffte man so, möglichen Nachwuchs durch das Prädikat „Landsmannschaft“ nicht zu verprellen und durch die Namensänderung auch dem Verruf zu entgehen. Man hatte den Namen Torgovia ohnehin als zu eng empfunden und schon 1858 ein erstes Mal überlegt, ihn zu ändern. An den Statuten und gelebten Prinzipien hielt man jedoch fest.
Da beide Korporationen sich in unterschiedliche Richtungen entwickelten, kam es im Oktober 1862 zum Bruch mit Dresdensia. Im November 1863 legte man die Bezeichnung „burschenschaftlich“ wieder ab und kehrte zu den alten Farben zurück. Nachdem man im März 1865 wieder die Bezeichnung „Landsmannschaft“ angenommen hatte, wurde das Kartell mit Gothia freundschaftlich gelöst.

### Gründung des Allgemeinen Landsmannschafts-Convents

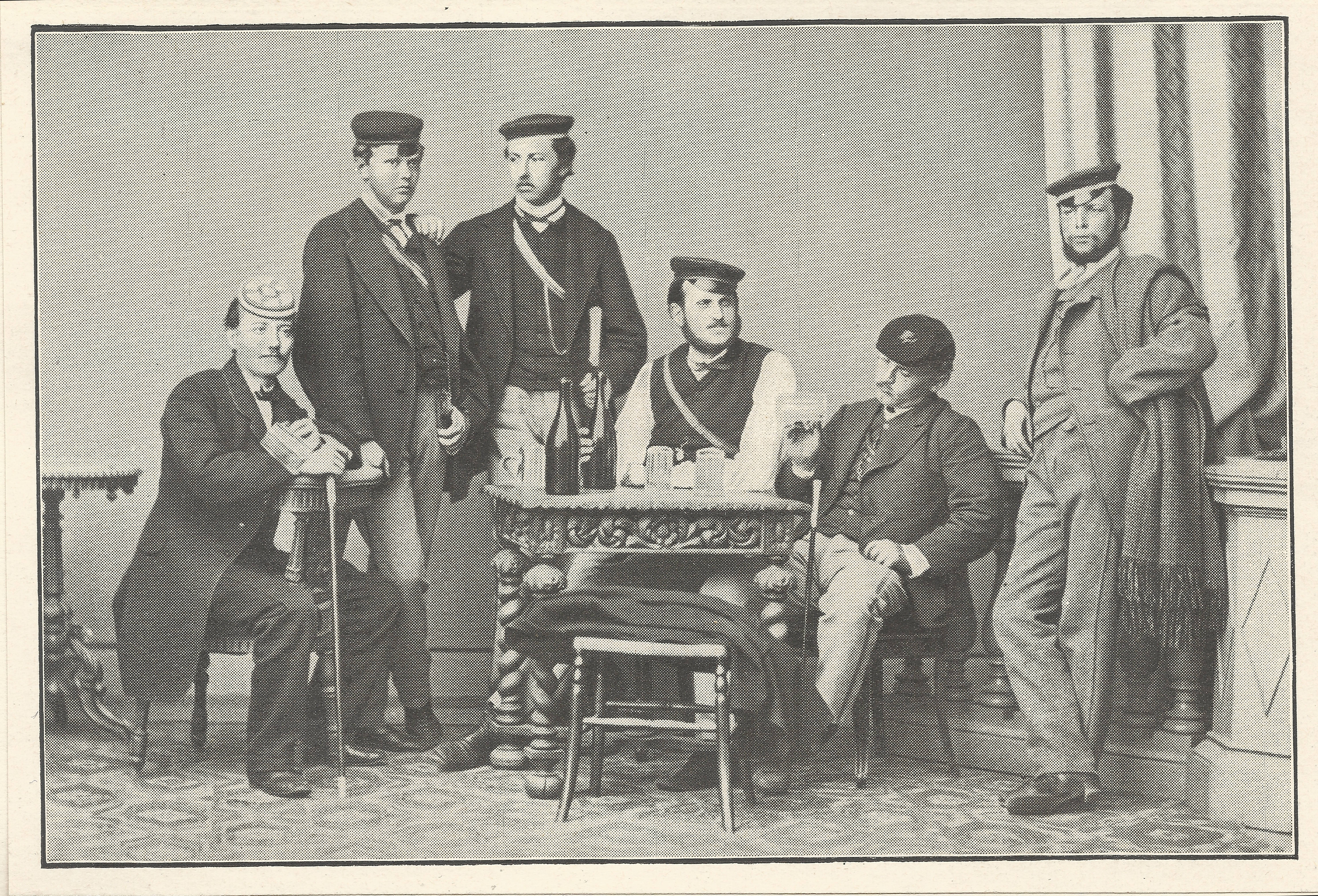
Teilnehmer an der Gründung des ALC in Zwingenberg

Schon früh reifte bei einigen Teutonen der Wunsch nach einem die Landsmannschaften umfassenden Dachverband. Daraufhin sandte man im Wintersemester 1866/67 einen Teutonen nach Tübingen, wo er in Kontakt mit der Landsmannschaft Ghibellinia kam. Diese wandte sich in einem Schreiben vom 2. Juli 1867 an Teutonia und schlug vor, ein Verhältnis dergestalt einzugehen, dass man gegenseitig beieinander verkehren solle. Teutonia stimmte zu, bat aber darum, auch mit der im Kartell stehenden Teutonia Bonn in Kontakt zu treten, die trotz abweichender Benennung im Grunde eine Landsmannschaft war. Zu diesem Kreis trat Anfang 1868 auch die Landsmannschaft Verdensia Göttingen hinzu, und Teutonia schlug vor, sich gemeinsam in Kassel zu Besprechungen zu treffen.
Die Landsmannschaften Teutonia Bonn, Teutonia Halle, Verdensia Göttingen und Ghibellinia Tübingen fanden sich gemäß dem Vorschlag am 1. März 1868 im Restaurant Ciniotti in Kassel ein, wobei die Landsmannschaft Makaria Würzburg eine Teilnahme abgelehnt hatte. Teutonia hatte zuvor auf dem Convent Statuten ausgearbeitet, die dann unter der Leitung eines Teutonen in Kassel fast ohne Änderungen angenommen wurden.
In der Zwischenzeit nannte sich auch Teutonia Bonn offiziell wieder Landsmannschaft und Makaria Würzburg war dem jungen Allgemeinen Landsmannschafts-Convent (ALC) beigetreten, der am 2. Juni 1868 zum ersten Mal offiziell in Zwingenberg (Bergstraße) tagte.
Als im Zuge des Deutsch-Französischen Krieges die Landsmannschaft Pomerania suspendieren musste, schlossen sich ihre übrigen Mitglieder der Teutonia an.
Nachdem der Tagungsort des Verbandes zunächst alljährlich zwischen den Städten der Mitgliedsbünde wechselte, traf man sich ab 1872 ausschließlich in Coburg, wonach der Verband 1873 in „Coburger Landsmannschafter Convent“ (Coburger LC) umbenannt wurde. Später entwickelte sich aus diesem Verband über Umwegen die Deutsche Landsmannschaft (DL), aus der nach dem Zusammenschluss mit dem Vertreter-Convent (VC) der Turnerschaften der heutige Coburger Convent (CC) hervorging.
In der Folgezeit traten einige weitere Landsmannschaften dem Coburger LC bei und Teutonia konnte schon kurz nach Gründung des Verbandes den Kreis seiner Kartelle 1873 um Makaria Würzburg und Verdensia Göttingen erweitern.
Es kam 1875 allerdings erstmals zu Problemen, auf Grund derer ein Großteil der Makaria Würzburg ausschied und als Corps Guestphalia dem Würzburger Senioren-Convent beitrat. Auch die Verhältnisse Teutonia Bonn und Verdensia Göttingen schlossen sich kurz darauf ihrem jeweiligen SC an, wodurch Teutonia seiner wichtigsten Verhältnisse verlustig ging. Nachdem Ghibellinia Tübingen nach dem Congreß 1876 ausgeschlossen wurde, trat auch Teutonia am 6. Februar aus dem Verband aus, der sich im weiteren Verlauf auf Antrag der Neoborussia Halle auflöste.

### Übertritt zum Hallenser Senioren-Convent und Verhältnisknüpfung

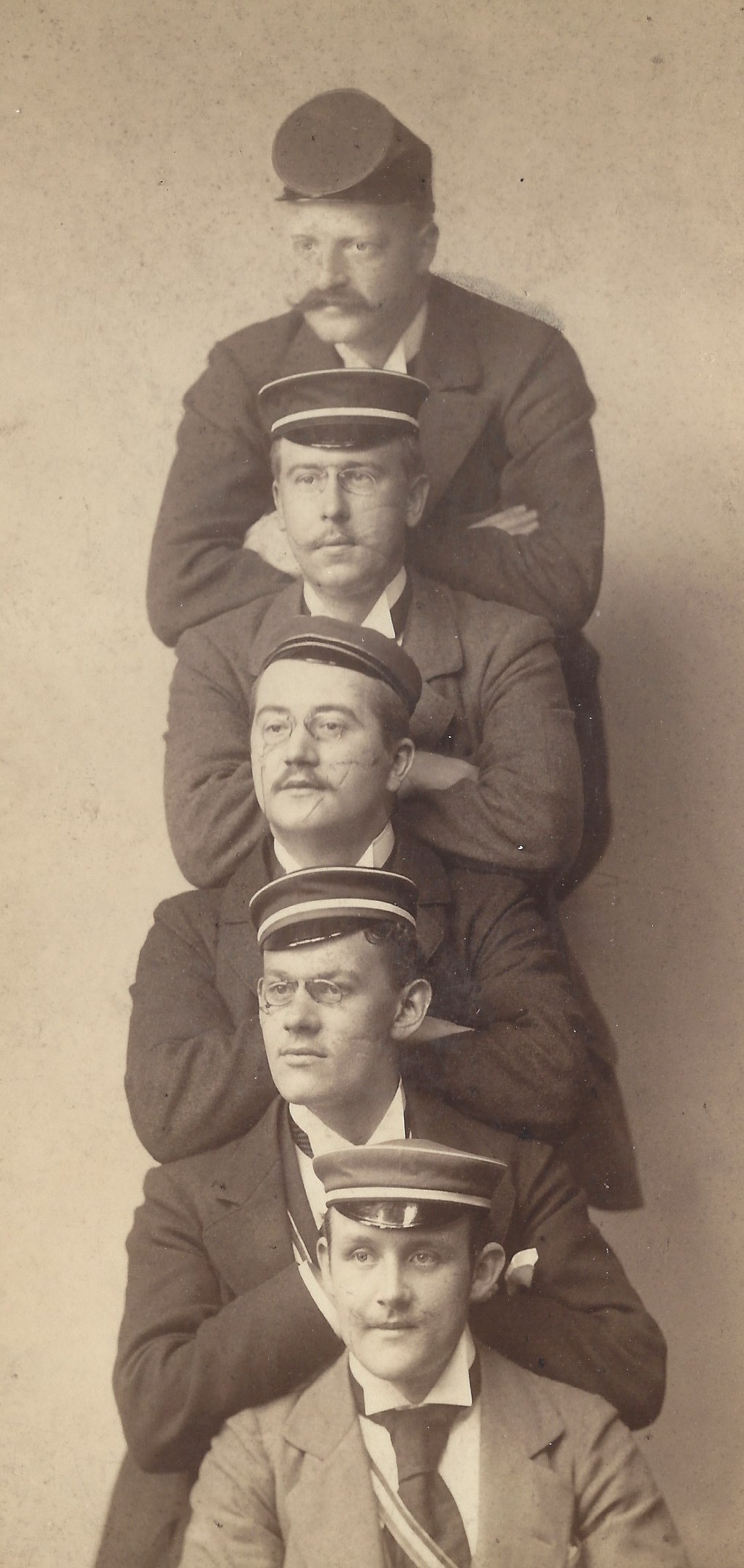
Vertreter des gelben Kreises: v. o. n. u. – Wynen (Teutonia Bonn), Wolff (Palaio-Alsatia u. Makaria München), Jaericke (Hercynia Göttingen), Schlüter (Palaio-Alsatia u. Guestphalia Marburg), Bolinger (Palaio-Alsatia)

Nach dem Ende des Coburger LC wurde für die Mitglieder der Teutonia deutlich, dass sie nicht die gleichen Ziele wie die übrigen Landsmannschaften verfolgten. Mit überwältigender Mehrheit der Alten Herren und Aktiven beschloss Teutonia schließlich den Übertritt in den Hallenser SC, in welchem sie ab dem 6. März 1878 renoncierte und in den sie am 3. Dezember 1878 gemeinsam mit Salingia recipiert wurde.
Teutonia Bonn hatte zwischenzeitlich suspendieren müssen und so unterstützte Teutonia Halle ihr altes Kartell 1880 tatkräftig bei der Rekonstitution, woraufhin das alte Kartell, das nur durch den früheren Übertritt zum SC der Bonner Teutonia unterbrochen wurde, am 26. Oktober 1880 erneuert wurde.
Teutonia integrierte sich gut in den Hallenser SC und konnte jahrelang einen sehr stabilen Mitgliederbestand aufweisen, der es sogar ermöglichte, sich auch an der Rekonstitution der Baltia Greifswald (1883) zu beteiligen, mit der Teutonia am 3. Juli 1878 ein Freundschaftsverhältnis aufgenommen hatte.
Ein für Teutonia unerfreuliches Verhältnis bestand seit dem 28. Mai 1879 mit Corps Teutonia Berlin. Diese hatte einen jüdischen Zweibändermann, den späteren sozialdemokratischen Reichstagsabgeordneten Bruno Schönlank, nach Halle entsandt. Als er den Hallenser SC auf dem folgenden Kösener Congreß vertreten sollte, verhielt er sich derart daneben, dass er vom Kösener in Verruf gesteckt wurde und ihn Teutonia Halle daraufhin mit einer i.p.-Dimission belegte. Deshalb fasste man in Halle den Beschluss, dass kein Jude mehr Teutone werden sollte, da man sie für generell zum Corpsstudententum ungeeignet erachtete. In der Folge wurde auch das Verhältnis mit Teutonia Berlin gebrochen und auch das Verhältnis zu Baltia Greifswald hatte nur bis 1885 bestand.

Im Jahr 1891 war es Teutonia als eine der ersten Verbindungen in Halle möglich, ein eigenes Haus in der Friedrichstraße 40 (heute August-Bebel-Straße) zu erwerben. Es wurde zum 60. Stiftungsfest 1913 umgebaut und vergrößert.

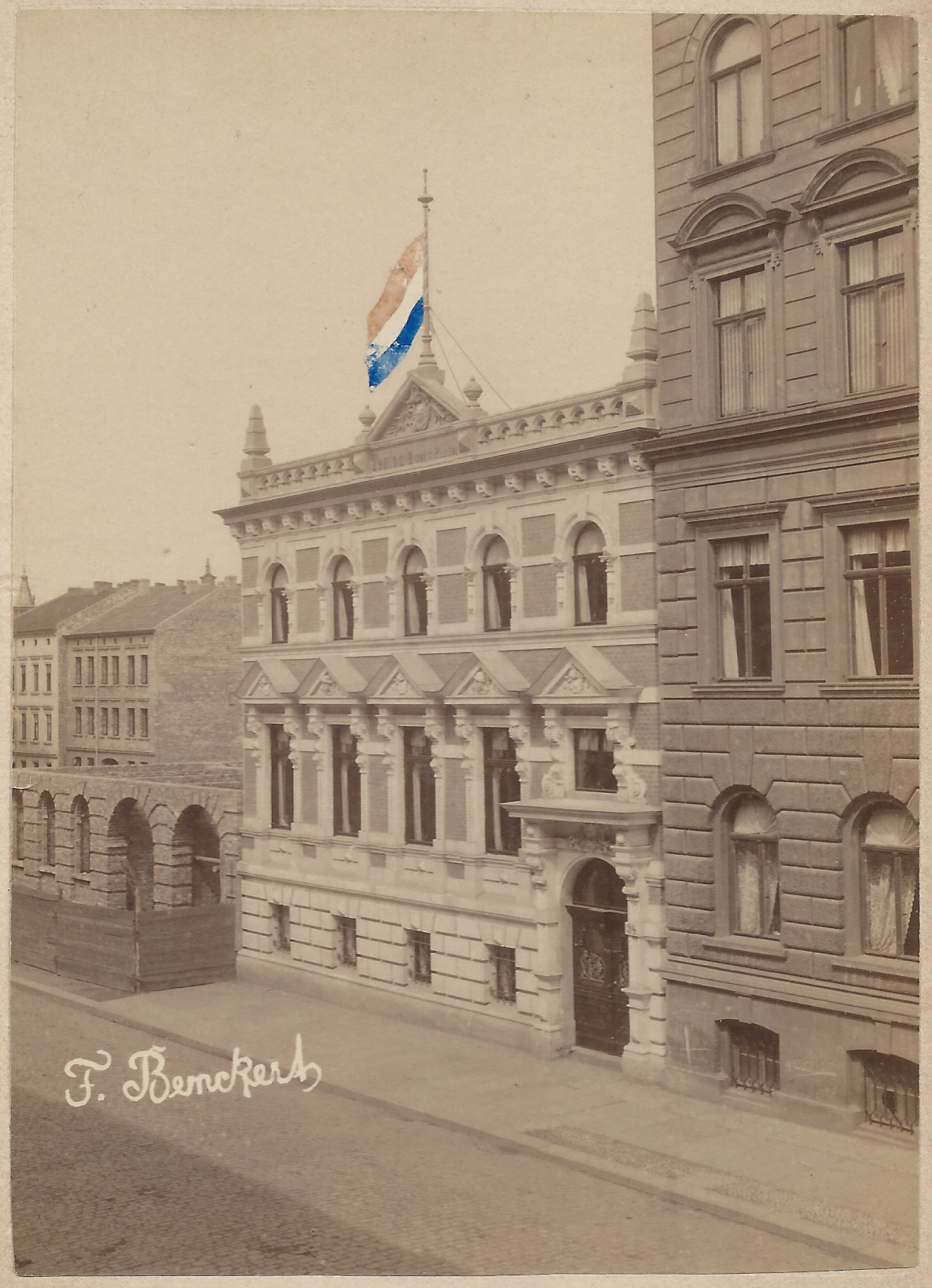
Außenansicht des Hauses vor dem Umbau (um 1895)
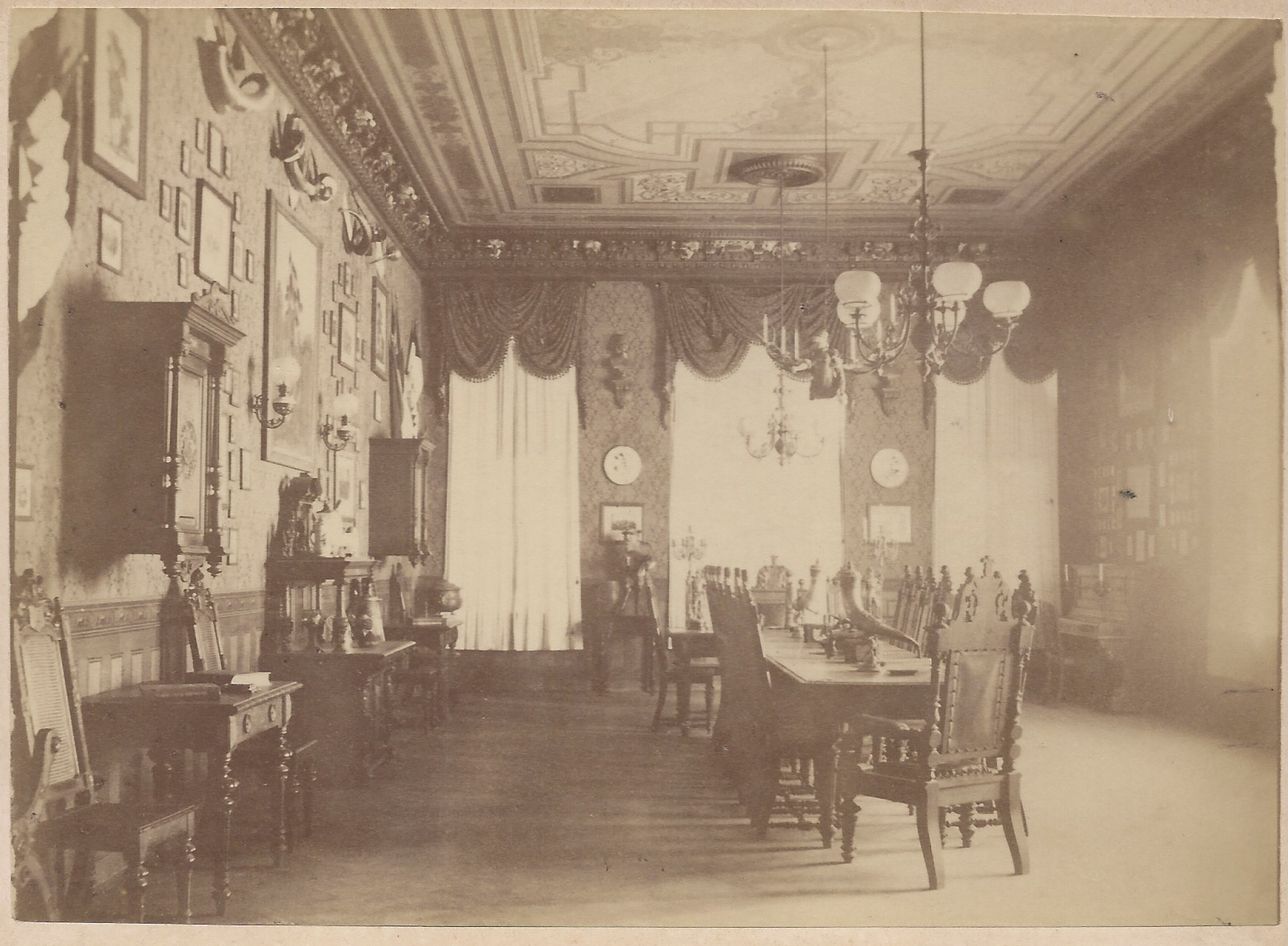
Kneipsaal der Teutonia vor dem Umbau (um 1895)
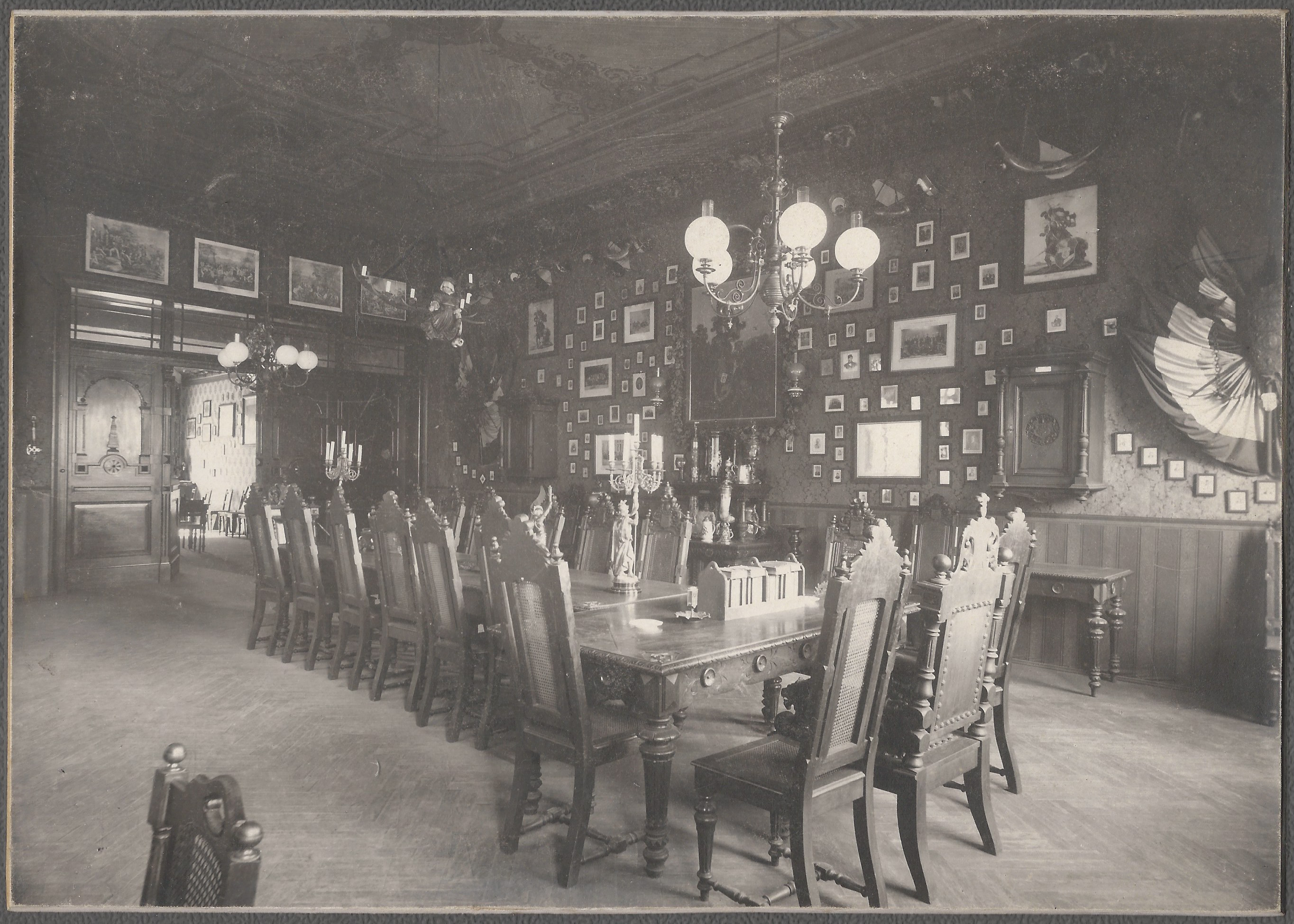
Kneipsaal der Teutonia vor dem Umbau (1902)
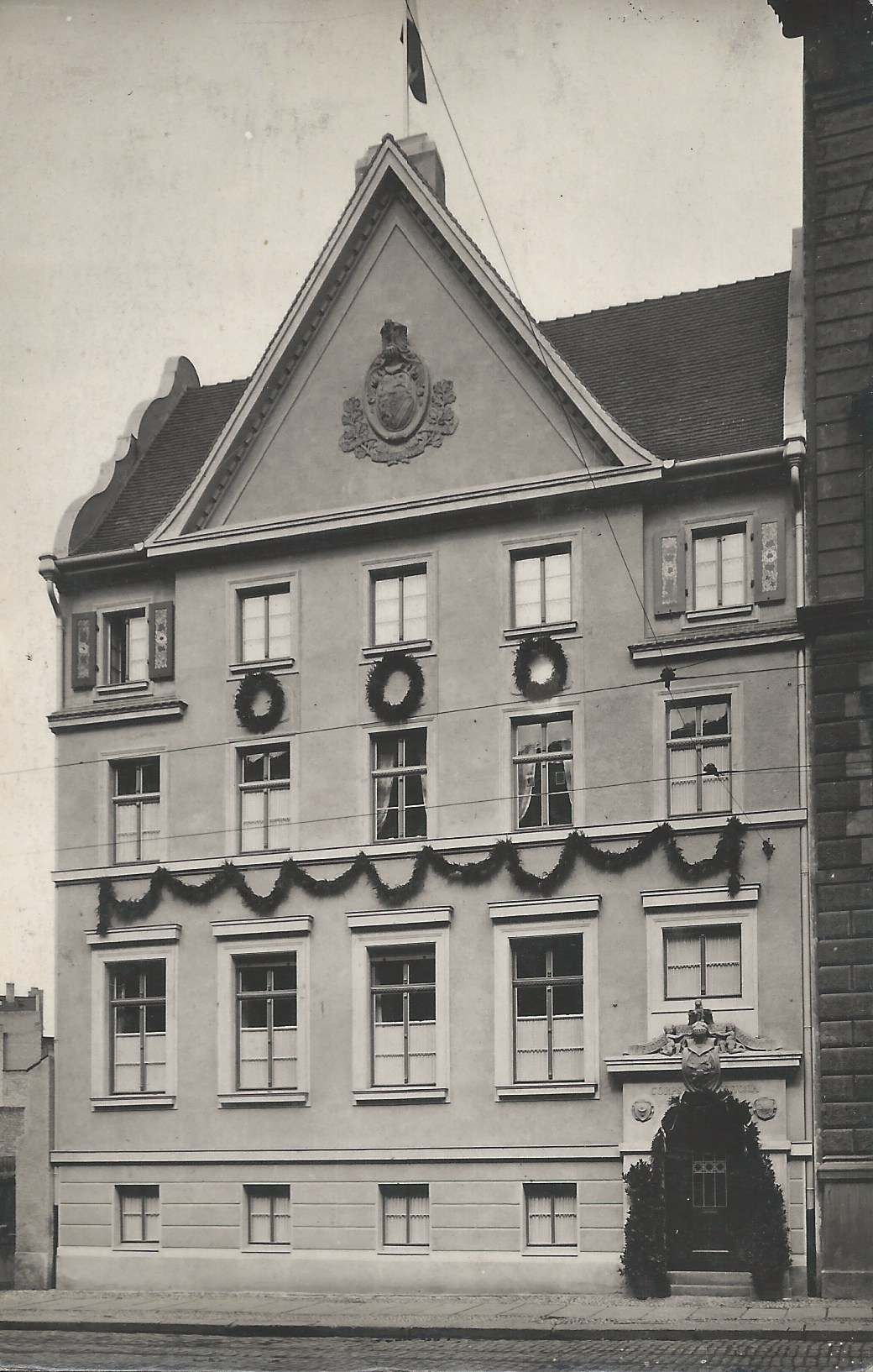
Außenansicht des Hauses nach dem Umbau (um 1914)
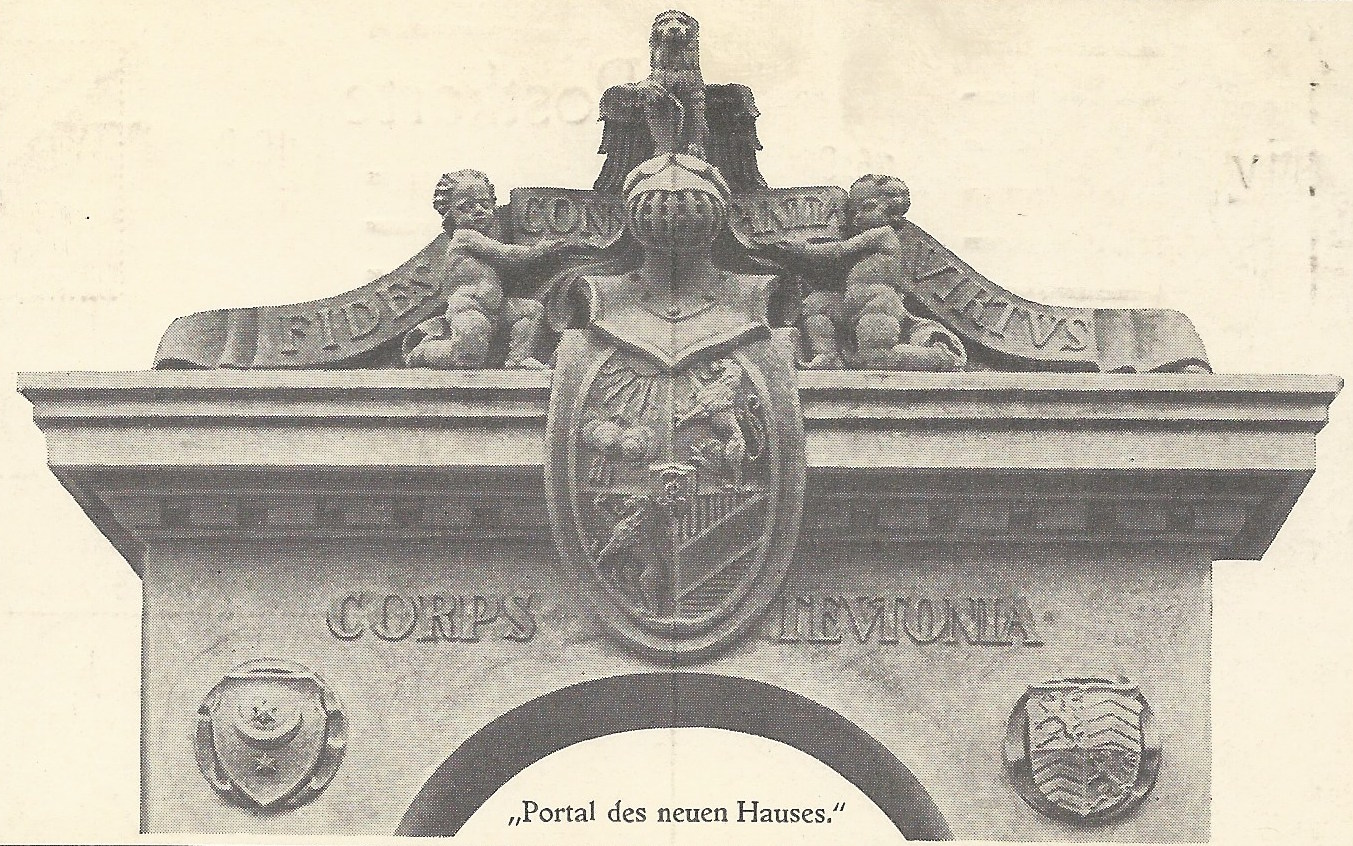
Eingangsportal des Hauses nach dem Umbau (1913)

Um diese Zeit bildete sich ein neuer Kreis innerhalb des KSCV, der hauptsächlich – aber nicht nur – ehemalige Landsmannschaften umfasste. Durch den Abschluss von Verhältnissen mit den Corps Palaio-Alsatia (1887), Makaria München (1891), Guestphalia Marburg, (1893), Borussia Berlin (1893), Hercynia Göttingen (1894) und Franconia Würzburg (1895) gehörte auch Teutonia zu diesem sogenannten „gelben Kreis“, der aber schon rasch wieder zerbrach, sodass Teutonia bis 1902 aller Verhältnisse außer Makaria und Hercynia verlustig gegangen war.

### Erster Weltkrieg und Weimarer Republik

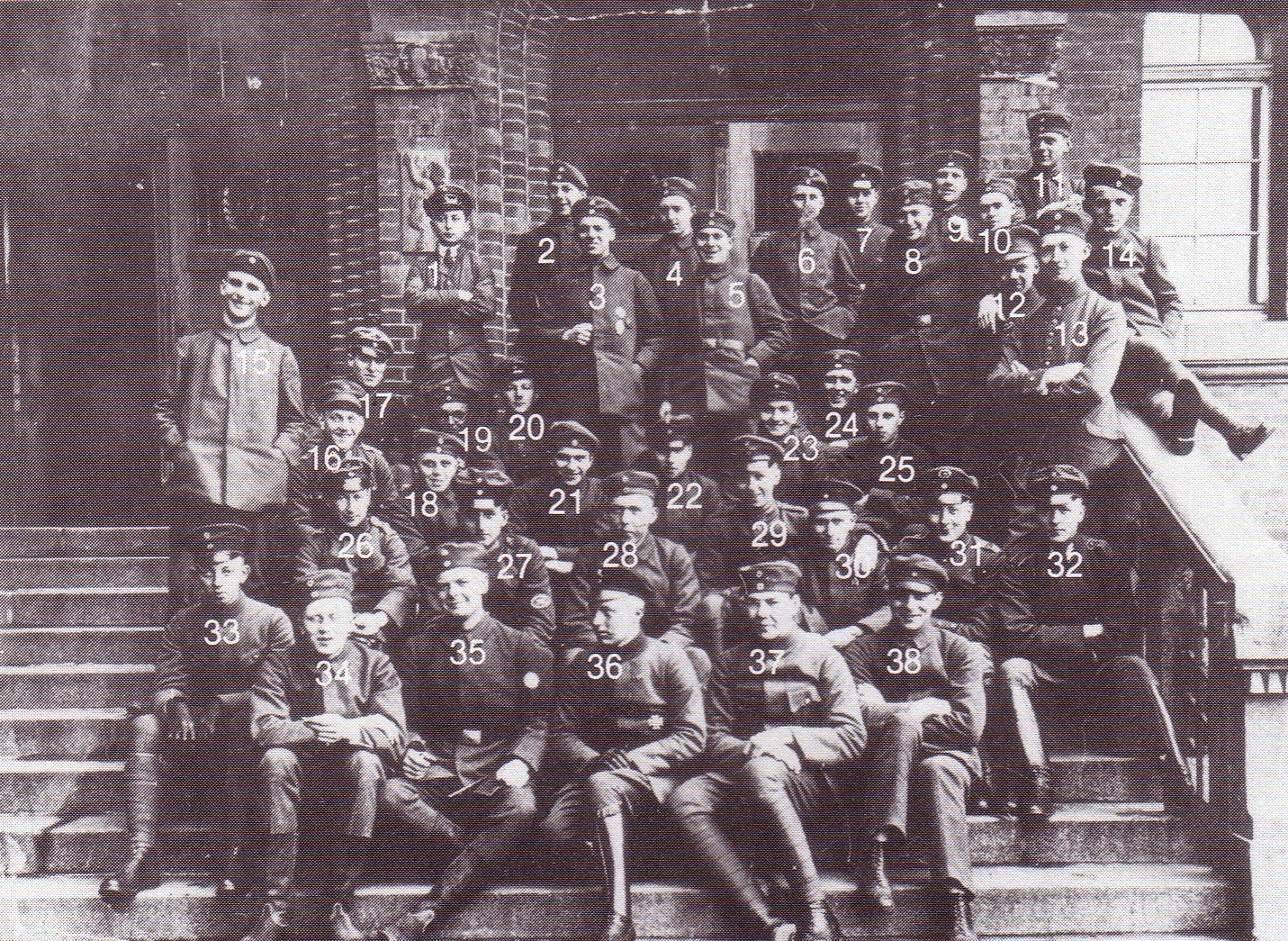
Hallenser Zeitfreiwillige (1920)

Während des Ersten Weltkriegs war die Aktivität in Halle nur eingeschränkt möglich, da die meisten Aktiven im Feld standen. Hierüber berichtete die 1913 eingerichtete Corpszeitung eingehend, die die zuvor erschienenen Jahresberichte ablöste.
Im Anschluss an den Krieg beteiligten sich einige Teutonen als Zeitfreiwillige an der Niederschlagung des Kommunistenaufstandes, im Zuge dessen der junge Aktive Heinrich Vathje fiel.
Das Kartell mit Palaio-Alsatia war 1911 erneuert worden, zerbrach jedoch ebenso wie das Kartell mit Hercynia kurz nach dem Ersten Weltkrieg. Frustriert von den vergangenen Erfahrungen beteiligte sich Teutonia fortan nur sehr zurückhaltend an der Verhältnispolitik. Ein erwogener Anschluss an den roten Kreis oder das Süddeutschen Kartell wurde nie umgesetzt, das Kartell zu Makaria schließlich 1923 ebenfalls gebrochen. Anfang der 30er Jahre begann man einen Anschluss an den schwarzen Kreis zu forcieren.
Die weiteren Jahre bedeuteten für Teutonia eine Blütezeit und es konnten bis einschließlich 1932 über 80 Studenten recipiert werden.

### Suspension und Traditionsweitergabe

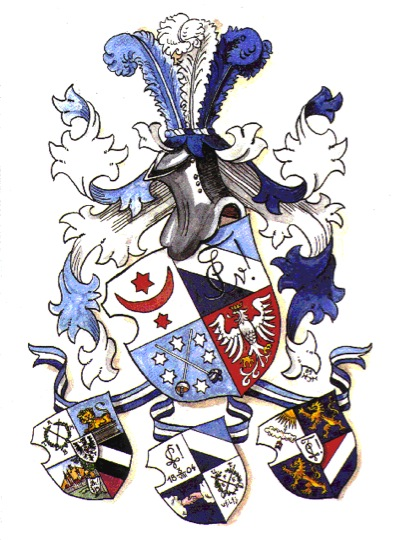
Vollwappen des Corps Saxonia Konstanz

Nach der Machtergreifung der Nationalsozialisten wuchs der Druck auf die Studentenschaft und Teutonia musste wie fast alle Hallenser Corps am 11. Oktober 1935 nach über 80 Jahren ununterbrochenem Bestand suspendieren. Es war damit das einzige Hallenser Corps, das seit seiner Stiftung bis zur erzwungenen Auflösung 1935 nie suspendieren musste.
Nach Ende des Zweiten Weltkrieges schien eine Rekonstitution in Halle wegen den politischen Verhältnissen in der sowjetischen Besatzungszone aussichtslos. Deshalb beteiligte sich Teutonia am 10. Dezember 1949 zusammen mit den Hallenser Corps Guestphalia, Saxonia, Borussia und Neoborussia sowie Palaio-Alsatia an der Stiftung des Corps Saxonia Frankfurt, das seit 1984 in Konstanz ansässig ist und die Tradition der Teutonia fortführt.
Teutonia Halle gilt seit dem 20. Mai 2011 als erloschen.

## Verhältnisse
- Teutonia Bonn (Kartell 1856–1875, erneuert 1880–1906)
- Gothia Königsberg (Kartell 1858–1865)
- Dresdensia Leipzig (Kartell 1858–1862)
- Makaria Würzburg (Kartell 1873–1878)
- Verdensia Göttingen (Kartell 1873–1876)
- Baltia Greifswald (Freundschaftsverhältnis 1878–1885)
- Teutonia Berlin (Freundschaftsverhältnis 1879–1882)
- Palaio-Alsatia (Kartell 1887–1900, erneuert 1911–1919/20)
- Makaria München (Freundschaftsverhältnis 1891/Kartell 1892–1923)
- Borussia Berlin (Freundschaftsverhältnis 1893–1899)
- Guestphalia Marburg (Vorstellungsverhältnis 1893–1900)
- Hercynia Göttingen (Vorstellungsverhältnis 1894/Freundschaftsverhältnis 1903–1919)
- Franconia zu Würzburg (Vorstellungsverhältnis 1895/96–1902)

## Mitglieder
In alphabetischer Reihenfolge

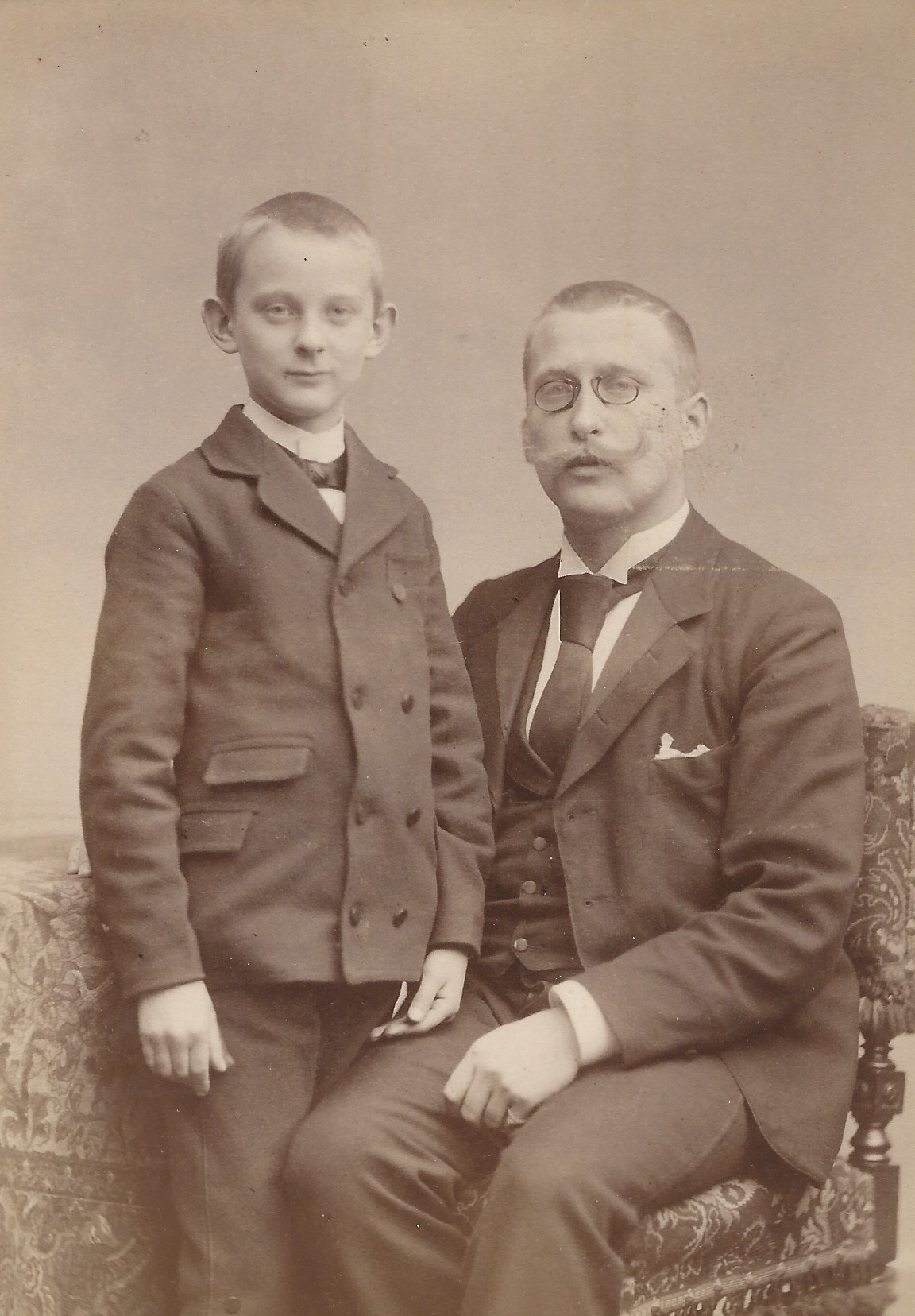
Die Brüder Konrad u. Ernst Biesalski

- Siegfried Anger (1837–1911), Theologe, Gymnasiallehrer in Westpreußen
- John Henry Anketell (1835–1905), US-amerikanischer epikopaler Pfarrer, Kirchengründer und Übersetzer von Kirchenliedern
- Ernst Biesalski (1881–1963), Chemiker und Rosenzüchter
- Konrad Biesalski (1868–1930), Orthopäde
- Paul Bode (1854–1917), Gymnasiallehrer für Mathematik, Naturwissenschaften und Religion in Frankfurt am Main
- Gustav Brodzina (1837–1909), Politiker
- Johannes Bühring (1858–1937), Philologe, Gymnasiallehrer und Heimatkundler in Thüringen und Elberfeld
- Kurt Bürger (1899–1991), Futterpflanzenzüchter
- Eduard Dietrich (1860–1947), Arzt und Medizinalbeamter in Preußen
- Heinrich von Frauendorfer (1855–1921), Ministerialbeamter und Verkehrsminister in Bayern
- Max Heinhold (1881–1946), Bergingenieur, Manager der Montanindustrie
- Heinrich Hitzigrath (1855–1925), Gymnasiallehrer in Hamburg
- Helmut Hitzigrath (1891–1950), Bekenntnispfarrer in Berlin
- Hugo Holstein (1834–1904), Philologe und Gymnasiallehrer
- Jürgen Kanzow (1938–1997), Pionier der Breitbandkommunikation
- Max Kauffmann (1846–1913), Maler
- Hermann Krause (1854–1920), Richter, MdHdA
- Walter Krostewitz (1877–1949), Manager der Textilindustrie
- Johannes Franz Kunze (1876–1910), Verwaltungsjurist
- Günter von Nordenskjöld (1910–1997), Agrarwissenschaftler und Politiker
- Fritz Oellers (1903–1977), FDP-Politiker, Botschafter in Brasilien und in der Türkei
- Otto Rapmund (1845–1930), Amtsarzt und Hygieniker
- Karl Rembert (1868–1966), Gymnasiallehrer, Heimatkundler und Museumsleiter
- Fritz Rott (1878–1959), Sozialpädiater
- Willem Sax (1797–1852), Jurist und Politiker, Mitglied der Zweiten Kammer der Hannoverschen Ständeversammlung
- Joachim Schröder (1891–1976), Paläontologe und Geologe
- Wilhelm Vitz (1834–1907), Altphilologe und Gymnasiallehrer
- Louis Walther (1838–1891), Richter, MdHdA
- Friedrich Wilhelm Wegner (1836–1898), Politiker

## Sonstiges
Ab 1861 besaß Teutonia eine Vielzahl von Corpshunden. „Boxer“ hatte seinen Platz auf der Kneipe neben dem Faß und labte sich an dem was ablief, so dass er am Ende der Kneipe nicht selten das Schicksal der Teutonen teilte. Mitte der 1860er Jahre hielt man sich gleich drei Pudel (schwarz, weiß und braun) unter denen der schwarze „Othello“, besonders hervorstach. Er konnte nicht nur auf den Hinterläufen durch das Zimmer marschieren und als Gewehr einen Schläger tragen, sondern verstand es auch still während einer Kneipe auf seinem Stuhl darauf zu warten, dass ihm jemand das „Sprechen“ oder „Singen“ erlaubte. Ersteres bestand aus einem lauten Gebell, Zweiteres aus Geheule. Die zu Weihnachten für ihn besorgte Wurst wurde an einem Querbalken aufgehängt, von wo er sie mit Hilfe eines Stuhls herunterholte.
In den 1870er Jahren hielt man zwei Neufundländer (Hektor und Ralf) und eine Ulmer Dogge namens Kastor. Der schwarze Neufundländer „Berry“ vermochte es, die unterschiedlichen Farben der Korporationen zu unterscheiden und zerriss eines Tages alle in der Garderobe befindlichen Mütze, die nicht zu Teutonia gehörten.
In den 1880er Jahren, als das Protzentum im KSCV weit verbreitet war, war es für einen Teutonen Pflicht sowohl Band als auch Mütze alle zwei Wochen zu erneuern, damit sich keinerlei Verschleißerscheinungen zeigen konnten.

Zum 60. Stiftungsfest erschien die von Karl Rembert verfasste Corpsgeschichte. Sie wurde vom bedeutenden Studentenhistoriker Wilhelm Fabricius über die Maßen gelobt und gilt bis heute als eine der am launigsten und bestgeschriebenen Corpsgeschichten.

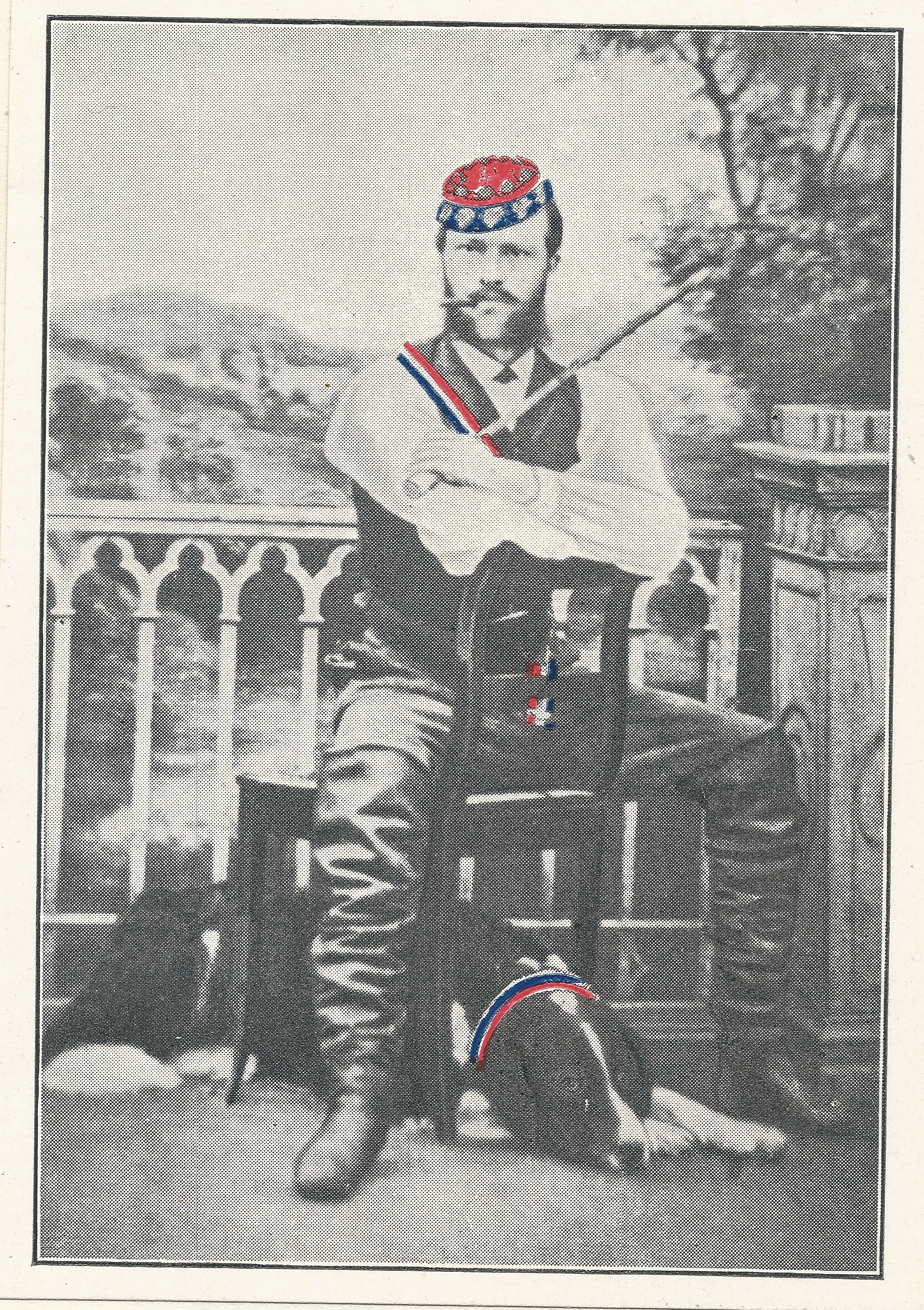
Max Kauffmann mit Corpshund Ende der 1860er Jahre
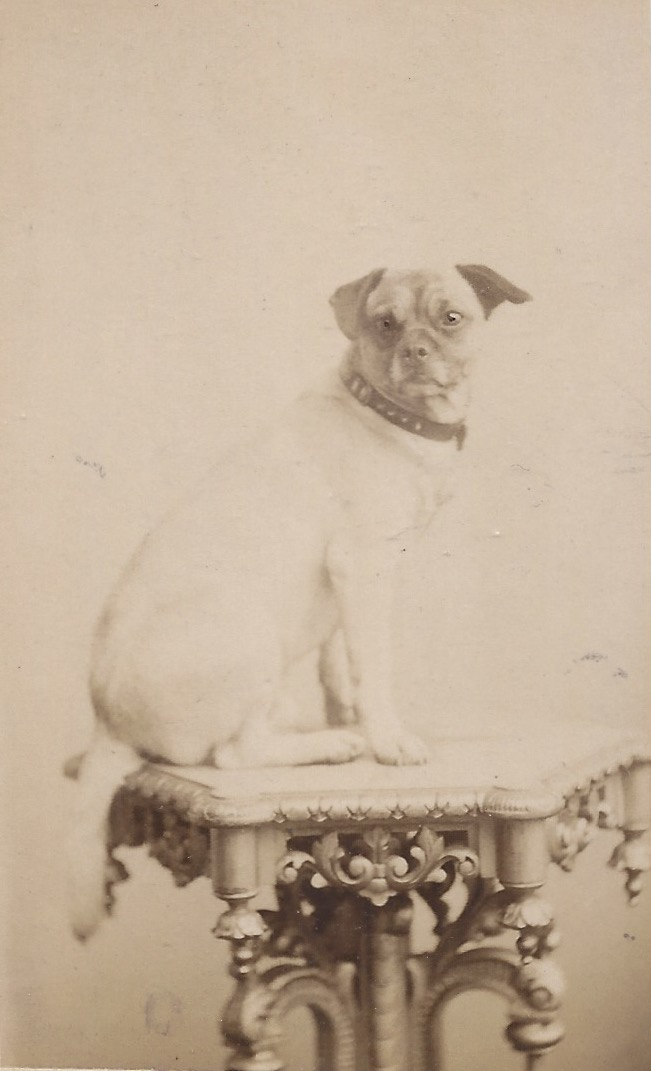
Der Corpshund Herr von Nickel, um 1890